# Corredor Atlántico (Europa)
El Corredor Atlántico en Europa es el corredor 7 (CORR 7) de la Red transeuropea de transporte (TEN-T).

## Ferrocarril
Como corredor ferroviario, forma parte de la Red Transeuropea de Ferrocarril. Consiste en una serie de líneas ferroviarias de mercancías y pasajeros de varios países de la Unión Europea (UE), entre las que se incluye parte del llamado «Corredor Atlántico» en España.
El Corredor Atlántico cruza cuatro países de la UE (Portugal, España, Francia y Alemania) a lo largo de la ruta: Lisboa, Aveiro, Oporto, Madrid, Valladolid, Bilbao, Burdeos, Tours, París, Ruan, Metz, Estrasburgo y Mannheim.